# Roger Metzger
Roger Henry Metzger (Fredericksburg, Texas, 10 de octubre de 1947), más conocido como Roger Metzger, es un exjugador profesional estadounidense de béisbol que se desempeñó en la posición de campocorto en las Grandes Ligas de Béisbol (MLB). Logró obtener un Guante de Oro.

## Carrera
Metzger jugó como profesional una temporada en Chicago Cubs (1970), después pasó a Houston Astros (1971-1978), luego a San Francisco Giants, donde jugó tres temporadas (1978-1980), y fue el equipo en el que se retiró.

## Premios
Fue galardonado con el Guante de Oro en una oportunidad (1973).